# Danzel
Danzel, właśc. Johan Waem (ur. 9 listopada 1976 w Beveren) – belgijski piosenkarz, wykonujący muzykę taneczną.

## Życiorys
Rozpoczynał karierę muzyczną jako wokalista i basista w zespole Scherp op de Snee. Później śpiewał w chórkach w zespole L.A. Band. W 2003 został jednym z 20 finalistów belgijskiej edycji programu Idol. Pod koniec roku wydał swój pierwszy singiel, „You Are All of That”.
Rozgłos uzyskał po wydaniu drugiego singla, „Pump It Up!”, który wydał w 2004. Utwór okazał się hitem europejskich dyskotek, notując wysokie miejsca na światowych listach przebojów, szczególnie w zestawieniach przebojów muzyki klubowej. 15 listopada 2004 wydał debiutancki album studyjny zatytułowany The Name of the Jam.
W styczniu 2006 z utworem „Undercover” wziął udział w finale polskich eliminacji do 51. Konkursu Piosenki Eurowizji. Zajął dziewiąte miejsce, zdobywszy 5 punktów, w tym 1 pkt od jurorów i 4 pkt od telewidzów. W 2007 zaprezentował singiel „Jump”, a 8 lutego 2008 wydał drugi album studyjny pt. Unlocked. We wrześniu 2008 nagrał w Rzeszowie teledysk do piosenki „What Is Life”. W maju 2009 zagrał pierwszą trasę koncertową zatytułowaną Danzel Live Tour 2009.
31 grudnia 2021 wystąpił na Sylwestrze Szczęścia z Polsatem, gdzie zaśpiewał piosenkę „Shallow” wraz z Eweliną Lisowską. W 2022 zwyciężył w finale szesnastej edycji polskiego polsatowskiego programu rozrywkowego Twoja twarz brzmi znajomo. 31 grudnia 2023 wystąpił na "Sylwetrowej mocy przebojów" w Polsacie, gdzie zaśpiewał "Pump It Up!".

## Dyskografia

### Albumy
| Rok  | Tytuł               |
| ---- | ------------------- |
| 2004 | The Name of the Jam |
| 2008 | Unlocked            |

### Single
| 2003                     | You Are All of That                        | —                              |                                |                                |
| 2004                     | Pump It Up!                                | 28                             |                                |                                |
| 2005                     | Put Your Hands Up in the Air!              | —                              |                                |                                |
| 2006                     | Undercover (singiel wydany tylko w Polsce) | —                              |                                |                                |
| My Arms Keep Missing You | —                                          |                                |                                |                                |
| 2007                     | You Spin Me Round (Like A Record)          | —                              |                                |                                |
| Jump                     | —                                          |                                |                                |                                |
| 2008                     | Clap Your Hands                            | —                              |                                |                                |
| Unlocked                 | —                                          |                                |                                |                                |
| What Is Life (& Regi)    | —                                          |                                |                                |                                |
| 2009                     | Walking On Sunshine                        | —                              |                                |                                |
| 2010                     | Under Arrest                               | —                              |                                |                                |
| 2011                     | Outta Control                              | —                              |                                |                                |
| 2012                     | Ready for the night (& Laurent Wery)       | —                              |                                |                                |
| 2013                     | Pump It Up 2K14 (& DJ F.R.A.N.K)           | „—” pozycja nie była notowana. | „—” pozycja nie była notowana. | „—” pozycja nie była notowana. |